# Atbara

Localização do distrito

Atbara é um dos seis distritos do estado de Nahr an-Nil, no Sudão.